# Melanophryniscus xanthostomus
Melanophryniscus xanthostomus é uma espécie de anfíbio anuro da família Bufonidae. É endémica do Brasil.